# センチメンタル・シティ・ロマンス (アルバム)
『センチメンタル・シティ・ロマンス』は、センチメンタル・シティ・ロマンスのデビューアルバム。1975年8月21日発売。発売元はCBSソニー。

## 解説
デビューシングル「うちわもめ」の1か月後に発売された1stオリジナル・アルバム。
ジャケットは実際に使用されていたツアートラックを背にしたメンバーを描いたイラストでデザインされ、裏ジャケットには5本の木にメンバーの顔が描かれたものとなっている。
収録曲は、練習場所としていた中野督夫の実家のガソリンスタンドの2階で、中野の曲を当時バンドリーダーだった告井延隆がアレンジをし直し、ギターソロも事前にフレーズを決めてからスタジオで録音するという手法で作られた。
本作は当初、細野晴臣をプロデューサーとして迎えて制作していたが、上述のように、事前に完璧にアレンジを仕上げていたこともあり、細野自身が、「このバンドには自分が手を加えるところはまったくない」ということからプロデュースを辞退し、“Chief Audience＝観客の長”とクレジットしたという逸話が残されているが、メンバーの細井豊は後年、「細野さんにはスタジオの音決めに関して助言を頂いた」とラジオのインタビューで答えている。

## 収録曲
オリジナル・アナログ盤では6曲目からがB面となっていた。
- 編曲：センチメンタル・シティ・ロマンス

1. うちわもめ
  - 作詞・作曲：中野督夫
  - デビューシングル。
2. うん、と僕は
  - 作詞・作曲：中野督夫
3. あの娘の窓灯り
  - 作詞：竹内正美／作曲：中野督夫
4. 庄内慕情
  - 作詞：竹内正美／作曲：告井延隆
5. 籠時
  - 作詞・作曲：中野督夫
6. 暖時
  - 作詞・作曲：中野督夫
  - 後にシングルカットされる。
7. 恋の季節PART1
  - 作詞・作曲：告井延隆
8. 小童
  - 作詞・作曲：中野督夫
9. おかめひょっとこ
  - 作詞・作曲：中野督夫
10. マイ・ウディ・カントリー
  - 作詞・作曲：告井延隆
11. ロスアンジェルス大橋Uターン
  - 作詞・作曲：中野督夫

## 参加ミュージシャン
| - 中野督夫 - ボーカル、リード・ギター(右) - 告井延隆 - ボーカル、リード・ギター(左)、アコースティック・ギター、フラット・マンドリン、スライド・ギター、マラカス - 細井豊 - エレクトリック・ピアノ - 加藤文敏 - エレクトリック・ベース - 田中毅 - ドラムス - 中野督夫 - ボーカル、リード・ギター - 告井延隆 - エレクトリック・ギター、ハモンド・オルガン、コンガ、コーラス - 細井豊 - エレクトリック・ピアノ、"Voice From Africa"、ハモンド・オルガン - 加藤文敏 - エレクトリック・ベース - 田中毅 - ドラムス - ラリー須永 - シェイカー、ビブラステップ - 中野督夫 - ボーカル、アコースティック・ギター - 告井延隆 - ペダル・スティール・ギター、フラット・マンドリン、コーラス - 細井豊 - ピアノ、コーラス - 加藤文敏 - エレクトリック・ベース、コーラス - 田中毅 - ドラムス、コーラス - 告井延隆 - ボーカル、ハモンド・オルガン、アコースティック・ギター、フラット・マンドリン - 中野督夫 - エレクトリック・ギター、コーラス - 細井豊 - ピアノ、コーラス - 加藤文敏 - エレクトリック・ベース、コーラス - 田中毅 - ドラムス、コーラス - 中野督夫 - ボーカル、アコースティック・ギター(左) - 告井延隆 - アコースティック・ギター、トライアングル、コーラス | - 加藤文敏 - ボーカル、エレクトリック・ベース - 告井延隆 - ヤマハ・コンボ・オルガン、ハモンド・オルガン、スライド・ギター、ムーグ・シンセサイザー、コーラス - 細井豊 - エレクトリック・ピアノ、コーラス、ホイッスル - 中野督夫 - エレクトリック・ギター、コーラス - 田中毅 - ドラムス、コーラス - 告井延隆 - ボーカル、エレクトリック・ギター、アコースティック・ギター、ムーグ・シンセサイザー、ストリングス・アレンジ - 細井豊 - エレクトリック・ピアノ、コーラス - 加藤文敏 - エレクトリック・ベース、コーラス - 田中毅 - ドラムス、コーラス - ストリングス - 井後勝彦 - バイオリン - 中塚良昭 - ビオラ - 梯孝則 - ビオラ - 矢島富雄 - チェロ - 中野督夫 - ボーカル、アコースティック・ギター - 細井豊 - エレクトリック・ピアノ、コーラス - 告井延隆 - コーラス - 加藤文敏 - エレクトリック・ベース - 田中毅 - ドラムス - 中野督夫 - Lead Vocal、Funky Tokuo Zuibun Guiter - 告井延隆 - Sweet Peda-Rie Steel Guiter - 細井豊 - Reluxl'n Yuts-yan Carnival Piano - 田中毅 - Loving' Yakisoba Pam-Pam Drums - 加藤文敏 - For The Girls Dancing Bass - 吉野五郎 - amaging Banjo - 佐藤桂子 - Cool Smash Castanet - アリchan - Hsppywedding Harp - Yanya-Kassai&Sawagi Singers - 告井延隆 - ペダル・スティール・ギター、ボーカル、コーラス - 中野督夫 - エレクトリック・ギター、コーラス - 細井豊 - ピアノ、コーラス - 加藤文敏 - エレクトリック・ベース、コーラス - 田中毅 - ドラムス、コーラス - 山下達郎(シュガー・ベイブ) - コーラス - 中野督夫 - ボーカル、Rolling Knock Turnギター - 告井延隆 - エレクトリック・ギター(solo)、コーラス - 細井豊 - エレクトリック・ピアノ、ビブラフォン、コーラス - 田中毅 - ラスト・トライ(アングル)、ハンド・シンバル、ドラムス - 加藤文敏 - エレクトリック・ベース |